# Andeabatis chilensis
Andeabatis chilensis är en fjärilsart som beskrevs av Emilio Ureta 1951. Andeabatis chilensis ingår i släktet Andeabatis och familjen rotfjärilar. Inga underarter finns listade i Catalogue of Life.